# Calciocatapleiita
La calciocatapleiita és un mineral de la classe dels silicats. Va ser anomenada en al·lusió a la seva composició, que té calci com a catió dominant, i a la seva relació amb la catapleiita, de la qual és l'anàleg mineral.

## Característiques
La calciocatapleiita és un silicat de fórmula química CaZrSi₃O9·2H₂O. La seva duresa a l'escala de Mohs és d'entre 4,5 a 5.
Segons la classificació de Nickel-Strunz, la calciocatapleiita pertany a «09.CA - Ciclosilicats, amb enllaços senzills de 3 [Si₃O9]6- (dreier-Einfachringe), sense anions complexos aïllats» juntament amb els següents minerals: bazirita, benitoïta, pabstita, wadeïta, catapleiita, pseudowol·lastonita, margarosanita, walstromita i bobtrail·lita.

## Jaciments
La calciocatapleiita va ser descoberta al massis alcalí de Burpala, al riu Maigunda (Conca del riu Mama, Buryatia, Rússia). També ha estat descrita al Canadà, els Estats Units, Grècia, Hongria, Mongòlia i Suècia.